# 吉良見村
吉良見村（きらみむら）は、かつて岐阜県恵那郡にあった村である。現在の恵那市明智町吉良見に該当する。

## 大字・字
- 大字:無し
- 字:平、平垣外、横山、矢伏、松の木、神の木、中畑、矢請、萱掛、秋田、葭原、船ケ洞、縁ケ入、西の洞、西山

## 歴史
- 平安時代は遠山荘の淡気郷の一部。
- 鎌倉時代〜戦国時代は明知遠山氏の領地。
- 江戸時代は旗本・明知遠山氏の家老串原遠山氏の領地。
- 1889年（明治22年）7月1日 - 町村制により吉良見村が発足。
- 1897年（明治30年）4月1日 - 阿妻村、大田村、大泉村と合併し、吉田村発足。同日吉良見村は廃止。

## 学校
- 吉良見尋常小学校（恵那市立吉田小学校[2]の前身校の一つ）